# Joseph Keiley
Joseph Turner Keiley (26 de julio de 1869 - 21 de enero de 1914) fue un fotógrafo, escritor y crítico de arte de principios del siglo XX. Fue un colaborador cercano del fotógrafo Alfred Stieglitz y fue uno de los miembros fundadores de Photo-Secession. A lo largo de su vida, las fotografías de Keiley se exhibieron en más de dos docenas de exposiciones internacionales, y logró el reconocimiento internacional tanto por su estilo artístico como por su escritura.
Nació en Maryland, el mayor de siete hijos de John D. y Ellen Keiley. La familia se trasladó poco después de su nacimiento a Brooklyn, Nueva York, donde creció. Poco se sabe de su infancia.
Fue a la escuela en Nueva York y se convirtió en abogado, fundando el bufete de abogados Keiley & Haviland en Manhattan. Comenzó a fotografiar a mediados de la década de 1890 y conoció a su compañera fotógrafa de Nueva York Gertrude Käsebier, que en ese momento se dedicaba a fotografiar a los indios americanos que actuaban en Buffalo Bill's Wild West Show. Keiley también fotografió algunos de los mismos temas y en 1898 nueve de sus fotografías se exhibieron en el Salón Fotográfico de Filadelfia.
Uno de los jueces del Salón fue Stieglitz que escribió una reseña entusiasta del trabajo de Keiley.
Debido a su éxito en Filadelfia al año siguiente, Keiley se convirtió en el cuarto estadounidense elegido para el Linked Ring, que en ese momento era la sociedad fotográfica más destacada del mundo en la promoción del pictorialismo.
En 1900 se incorporó al Camera Club de Nueva York y realizó una exposición individual en la galería del club. En ese momento Stieglitz era el vicepresidente del club y editor de la revista del club  Camera Notes , y Keiley pronto se convirtió en su aliado más cercano. Stieglitz le pidió que se convirtiera en editor asociado de la revista y durante los años siguientes, Keiley fue uno de sus escritores más prolíficos contribuyendo con artículos sobre estética, reseñas de exposiciones y artículos técnicos. También hizo publicar varias de sus fotografías en la revista.
Mientras Keiley y su mujer trabajaban con Stieglitz, los dos comenzaron a experimentar con una nueva técnica de impresión para impresiones de platino desarrolladas con glicerina y fueron coautores de un artículo sobre el tema que luego se publicó en "Camera Notes".
En 1902 Stieglitz incluyó a Keiley como uno de los miembros fundadores de la Foto-Secesión y tenía quince de sus fotografías, una más que Edward Steichen, incluidas en la exposición inaugural de la Foto-Secesión en el Club Nacional de las Artes.
Cuando Stieglitz comenzó con "Camera Work" en 1903, le pidió a Keiley que se convirtiera en editor asociado y durante los siguientes once años fue el segundo después de Stieglitz en los detalles de la publicación de la revista. Contribuyó con decenas de ensayos, reseñas y artículos técnicos, y asesoró a Stieglitz sobre nuevos fotógrafos europeos prometedores.
Keiley publicó siete grabados en Camera Work, uno en 1903 y seis en 1907.
Más adelante en su vida viajó a Europa y México, y pasó varios años tratando de sentar a un amigo radical, en un golpe pacífico, como presidente de México.
En 1914 murió de la Enfermedad de Bright. Stieglitz escribió un largo elogio para su amigo en "Camera Work" y mantuvo el nombre de Keiley en la cabecera de la revista hasta que dejó de publicarse en 1917.